# Guarda alternada
A guarda alternada é um instituto do direito familiar que tem como característica a alternância da guarda dos filhos entre um genitor e outro. Como exemplo, o filho fica por uma semana inteira residindo na casa da genitora; e sob sua total responsabilidade e na outra semana inteira, fica residindo na casa do genitor, que também fica totalmente responsável pelo filho durante o período. 
É importante diferenciar o instituto da guarda alternada do instituto da guarda compartilhada. A primeira modalidade pressupõe a alternância de residências e responsabilidades. Por exemplo, os guardiões estabelecem que o menor permanecerá uma semana na casa da mãe e outra na casa do pai. Já na guarda compartilhada, geralmente fixa-se uma das residências como residência do menor, estabelecendo-se períodos de convivência do outro genitor em períodos fixos. A responsabilidade sobre o menor na guarda compartilhada é de ambos os genitores, independentemente de onde o menor resida e cabe a ambos os pais tratar de questões relacionadas à saúde, educação e outras.
Ocorre, contudo, que a guarda alternada é uma criação doutrinária que sequer encontra amparo na lei. A jurisprudência tem desaconselhado esse regime de guarda, uma vez que considera altamente prejudicial ao bem-estar da criança, já que afeta certos referenciais importantes na fase inicial da vida, podendo levar a criança, com a constante mudança de residência, cotidiano e regras, à perda de sua referência familiar e social.